# Xenophrys baluensis
Xenophrys baluensis är en groddjursart som först beskrevs av George Albert Boulenger 1899.  Xenophrys baluensis ingår i släktet Xenophrys och familjen Megophryidae. IUCN kategoriserar arten globalt som nära hotad. Inga underarter finns listade i Catalogue of Life.

## Bildgalleri

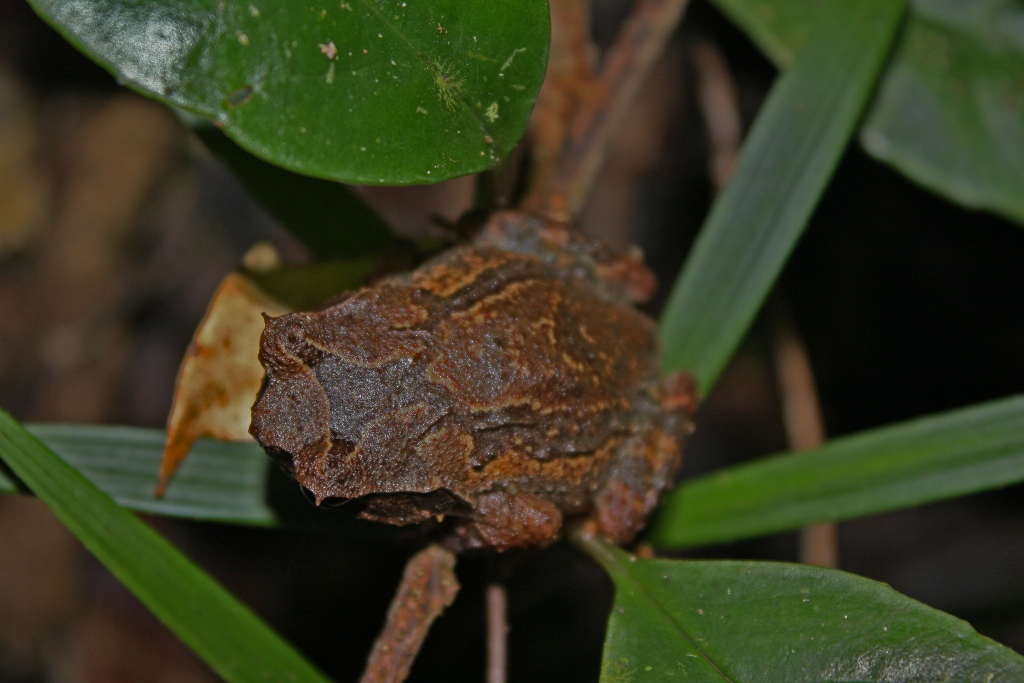
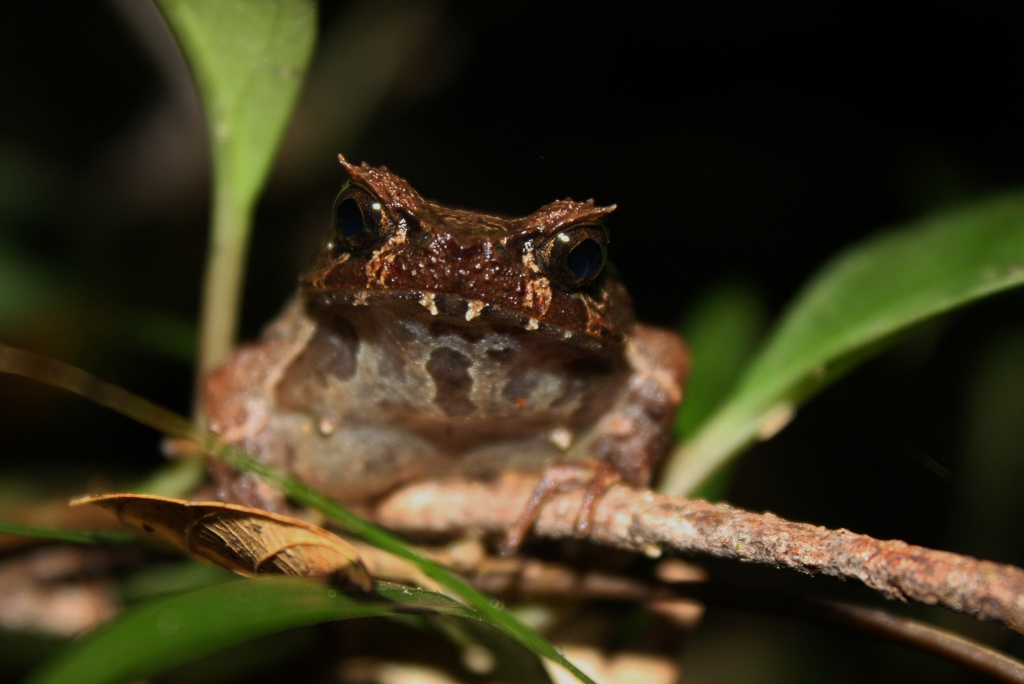